# Бадминтонский кабинет
Бадминто́нский кабинет (англ. The Badminton Cabinet) — монументальный шкаф-бюро XVIII века из чёрного дерева, выполненный по заказу Генри Скудамора, 3-го герцога Бофорта. Изготовлялся тридцатью мебельщиками в мастерских Великого герцогства Тосканского во Флоренции на протяжении 6 лет. До 1990 года находился в Глостершире, в герцогском поместье Бадминтон (в честь которого получил своё нынешнее название).
Дважды становился самым дорогим предметом мебели, проданным на аукционе. В 1990 году на аукционе Christie`s его купили за $15,17 млн. В 2004-м на том же Christie`s его приобрёл князь Лихтенштейна Ганс-Адам II уже за $36,8 млн.
В настоящее время входит в коллекцию Лихтенштейнов; находится в Вене в так называемом Садовом дворце.

## История
Генри Скудамор, 3-й герцог Бофорт, во время своего гран-тура побывал во Флоренции, где был поражён высоким мастерством ремесленников Тосканы. Генрих заказал в Галерее деи Лавори (итал. Galleria dei lavori) — мастерской, десятилетиями работавшей исключительно для семьи Медичи — большой шкаф с десятью выдвижными ящиками. Кабинет изготовлялся в течение шести лет (с 1726 по 1732 год) тридцатью мебельщиками, работавшими под руководством мастеров Фоджини, Баккьо Капелли и Джироламо Тичиати.
Готовое бюро было перевезено в резиденцию герцогов — поместье Бадминтон в Глостершире, где и находилось до 1990 года. В честь этого поместья кабинет получил своё нынешнее название.

## Описание
Шкаф высотой 3,8, шириной 2,3 и глубиной 0,9 метра изготовлен из эбенового (чёрного) дерева, декорирован позолоченной бронзой, а также инкрустирован полудрагоценными камнями в технике «Пьетра Дура» (итал. Pietra Dura), или так называемой флорентийской мозаики.
Конструктивно кабинет состоит из пяти ярусов, покоящихся на 8 массивных ножках. На первом, втором и третьем ярусе, разделённых пилястрами на секции, располагаются в общей сложности 10 выдвижных ящиков и 1 дверца, сделанные из кедра и инкрустированные изображениями птиц, цветов и листвы из аметиста, кварца, лазурита, халцедона, яшмы и других камней. На четвёртом ярусе находится часовой механизм с циферблатом, украшенным геральдической лилией. По углам яруса располагаются четыре фигуры, символизирующие времена года, изготовленные флорентийским скульптором Джироламо Тичиати. На пятом ярусе — венчающий конструкцию позолоченный герб Сомерсетов.

## Владельцы
Бадминтонский кабинет находился во владении семьи Сомерсетов в родовом поместье до 1990 года, пока его не выставили на продажу через аукционный дом Christie`s. Его приобрела вдова основателя корпорации Johnson & Johnson Барбара Пьясека Джонсон за рекордные 8,58 миллиона фунтов стерлингов ($15,17 млн). Этот шкаф стал самым дорогим предметом мебели в мире. Рекорд продержался до 2014 года, когда Барбара Пьясека Джонсон решила перевыставить бюро на торги в Christie`s. На этот раз его приобрёл правящий князь Лихтенштейна Ганс-Адам II уже за 19 миллионов фунтов стерлингов ($36,8 млн). Таким образом бюро побило свой же ценовой рекорд, став во второй раз самым дорогим предметом мебели.
Чарльз Кейтор, глава международного департамента декоративно-прикладного искусства и предметов мебели аукционного дома Christie`s, заявил: «Побившая рекорды продажа кабинетного бюро „Бадминтон“… привнесла особую магию в мир искусства, сходную с сенсацией, вызванной продажей „Подсолнухов“ Ван Гога тремя годами раньше. Это, наверное, один из самых, если не самый впечатляющий момент за все мои тридцать лет в Кристи».
В настоящее время бюро является частью художественной коллекции князей Лихтенштейнов, выставляется в так называемом Садовом дворце (нем. Gartenpalais) в Вене.
В 2009 году почтовой службой Лихтенштейна были выпущены три марки, посвящённых Бадминтонскому кабинету. На марках, достоинством 1,3, 2 и 4 швейцарских франка изображены элементы инкрустации ящиков и дверцы шкафа.